# Джуліус Ньєрере
Джуліус Ньєрере (англ. Julius Kambarage Nyerere; 13 квітня 1922 — 14 жовтня 1999) — танзанійський політичний діяч, антиколоніальний активіст, перший прем'єр міністр (1961—1962) та перший президент (1963—1964) Танганьїки, перший президент Танзанії (1961—1985).
Народився в Танганьїці в родині Ньєрере Буріто (1860—1942), вождя Занакі, також відомий як Мваліму (мовою кісуахілі — вчитель). Ньєрере називали також батьком нації — Baba wa Taifa.
1961 року Ньєрере став першим прем'єр-міністром Танганьїки, а після здобуття незалежності в 1962 році, першим президентом країни. В 1964 році, Танганьїка об'єдналась із Занзібаром і змінила назву на Танзанію. У 1965 році, на однопартійних виборах Ньєрере повернувся до влади, і через два роки він видав Декларацію Аруша, в якій виклав соціалістичну концепцію уджама, яка стала домінувати в його політиці.
Африканський націоналіст і африканський соціаліст, пропагував концепт політичної філософії, відомий як «соціалізм Уджамаа». Голова партій Національна спілка африканців Танганьїки (TANU; з 1954) і Чама Ча Мапіндузі (Революційна партія; з 1977).
Ньєрере пішов у відставку в 1985 році, але залишився на посаді голови Чама Ча Мапіндузі. Помер від лейкемії в Лондоні в 1999 році. Лауреат Міжнародної Ленінської премії (1987) та Премії Нансена (1983). У жовтні 2009 року був нагороджений званням «Світовий Герой з соціальної справедливості» Генеральної Асамблеї ООН.

## Раннє життя

### Дитинство: 1922—1934
Джуліус Камбараге Ньєрере народився 13 квітня 1922 року в тодішній тоді британській колонії Танганьїка, регіон Мара, село Бутіама (на східному березі озера Вікторія), етнічна територія невеликої народності занакі. Батька Джуліуса звали Буріто. Він був місцевим племінним вождем, мав 26 дітей від 22 дружин. Мати Джуліуса звали Мугая Нянг'омбе, була п'ятою жінкою Буріто.
При народженні Ньєрере було присвоєно особисте ім'я «Мугенді» (що означало «Ходак» із мови Занакі), але воно незабаром було змінено на «Камбараж», ім'я жіночого дощового духу, за порадою місцевого віщуна.
Ньєрер був вихований у політеїстичній системі вірувань Занакі і жив у будинку своєї матері, допомагаючи по господарству. У ранньому віці Джуліус зазнав традиційного обряду обрізання Занакі.

### Раннє навчання: 1934—1942
Усі здібні діти вождя отримали порівняно якісну в Африці освіту. Це підтримувала британська колоніальна адміністрація, яка заохочувала освіту синів вождів, вважаючи, що це допоможе увічненню системи вождів і запобігатиме розвитку окремої освіченої корінної еліти, що може кинути виклик колоніальному правлінню.
З-поміж усіх дітей Буріто, особливо виділявся Джуліус. За бажанням батька, Ньєрере розпочав освіту в Школі управління адміністрацією в місті Місвенж, Мусома, в лютому 1934 року. Джуліус уникав занять спортом і вважав за краще читати книжки у вільний час.
У школі Ньєрер почав захоплюватися римо-католицизмом, хоча спочатку був стурбований відмовою шанувати традиційних богів Занакі. Початкову освіту завершив у 1936 році з найвищими іспитовими балами у провінції Озера та Західній провінції Танганьїки.
Далі Джуліус продовжив навчання в середній школі в Таборі. Там він створив організацію хлопців-скаутів, також покращував свої знання з англійської. Вчителі рекомендували Ньєрере на посаду головного префекта школи, проте директор наклав вето, адже вважав хлопця «занадто добрим» для цієї посади. Відповідно до звичаю Занакі, Ньєрер уклав шлюб з дівчиною на ім'я Магорі Ватіха, якій тоді було лише три-чотири роки, але її обрав батько. У той час вони продовжували жити окремо.
У березні 1942 року під час останнього року навчання в Таборі помер батько Джуліса. Тоді хлопець прийняв католицизм; при хрещенні він прийняв ім'я «Юлій», хоча згодом заявляв, що дивакуватим є те, що католики під час хрещення повинні обирати неплемінне ім'я.

### Коледж Макерере, Уганда: 1943—1947

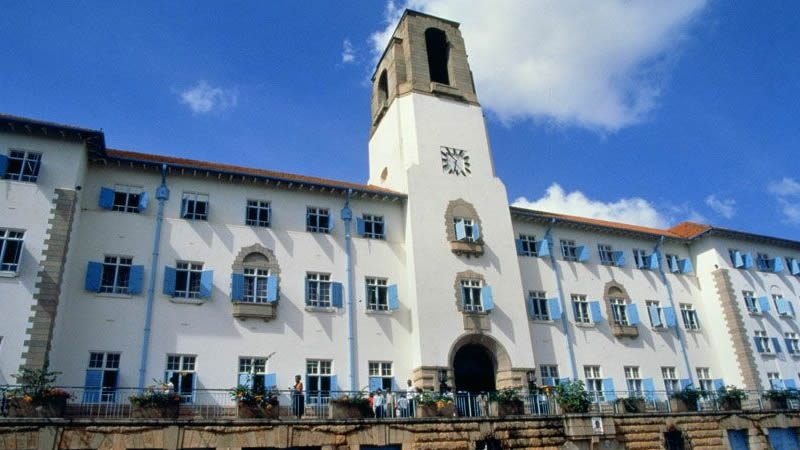
Головна будівля Університету Макерере в Уганді, де Ньєрєре навчався

У жовтні 1942 року Ньєрере закінчив середню освіту і вирішив навчатися в коледжі Макірере в столиці Уганди Кампала. У Макерере він навчався поряд з багатьма найталановитішими учнями Східної Африки. Проте Джуліус мало часу спілкувався з іншими, замість цього зосереджувався на читанні. Він обрав курси з хімії, біології, латинської та грецької мов; також, вже як католик, вивчав папські енцикліки і читав роботи католицьких філософів Жака Маритена і британця-ліберала Джона Стюарта Мілла. Ньєрер створив відділення Католицької Акції в університеті та став активним членом місцевого Товариства дебатів.
У липні 1943 року Джуліус написав листа до англомовної газети «Танганьїцький стандарт». У листі він висвітлював проблему Другої світової війни і стверджував, що капіталізм чужий Африці і що континент повинен перейти до «африканського соціалізму»; за його словами, «африканець за своєю природою є соціалістичною істотою». Дослідники стверджують, що лист є певним позначенням початку політичного дозрівання Джуліуса. У 1947 Джуліус закінчує коледж з відзнакою.

### Раннє викладання: 1947—1949
Закінчивши коледж, Ньєрере повернувся додому, щоб побудувати будинок для своєї матері-вдови. Йому пропонували викладацькі посади як у державній школі хлопців Табора, так і у школі Святої Марії. Джуліус обрав останню, незважаючи на нижчу заробітну плату. Він брав участь у публічній дискусії з двома вчителями з школи хлопців Табора, в якій він виступав проти твердження, що «Африка виграла більше, ніж Європа, з часів поділу Африки»; після перемоги в дебатах йому заборонили повертатися до школи.
Джуліус також давав безкоштовні уроки англійської мови для старших місцевих жителів. Він працював і урядовим інспектором цін: заходив в магазини, щоб перевірити, за що вони стягують плату. Пропрацював недовго, адже звільнився після того, як влада проігнорувала його повідомлення про помилкове ціноутворення. Жінку, з якою Джуліус мав одружитися, Магорі Ватіху, було відправлено жити з ним для здобуття початкової освіти, але він посилав її жити з матір'ю. Натомість він почав залицятися до Марії Габріель, вчительки початкової школи в Мусомі. Хоч вона і була з племені Сімбіті, вона доєдналася до Джуліуса та побожного католицизму. Він запропонував їй одружитися, і вони неофіційно заручилися на Різдво 1948 року.
У Таборі він активізував свою політичну діяльність, приєднавшись до місцевої гілки Африканської асоціації Танганьїки (TAA) і ставши її скарбником. У квітні 1946 року він взяв участь у конференції організації в Дар-ес-Салаамі, де ТАА офіційно заявила про прихильність незалежності Танганьїки. Джуліус працював над переписом конституції ТАА.
Директор школи та ірландський священник, отець Річард Уолш, закликав Ньєрере розглянути можливість додаткової освіти у Сполученому Королівстві. Уолш переконав Ньєрера скласти атестаційний звіт Лондонського університету. Джуліус подав заявку на фінансування з колоніальної схеми розвитку та добробуту і з другої спроби у 1949 році отримав грант. Він погодився вчитися за кордоном, хоча висловив певне небажання, оскільки це означало, що він більше не зможе забезпечити свою матір та братів і сестер.

### Единбурзький університет: 1949—1952

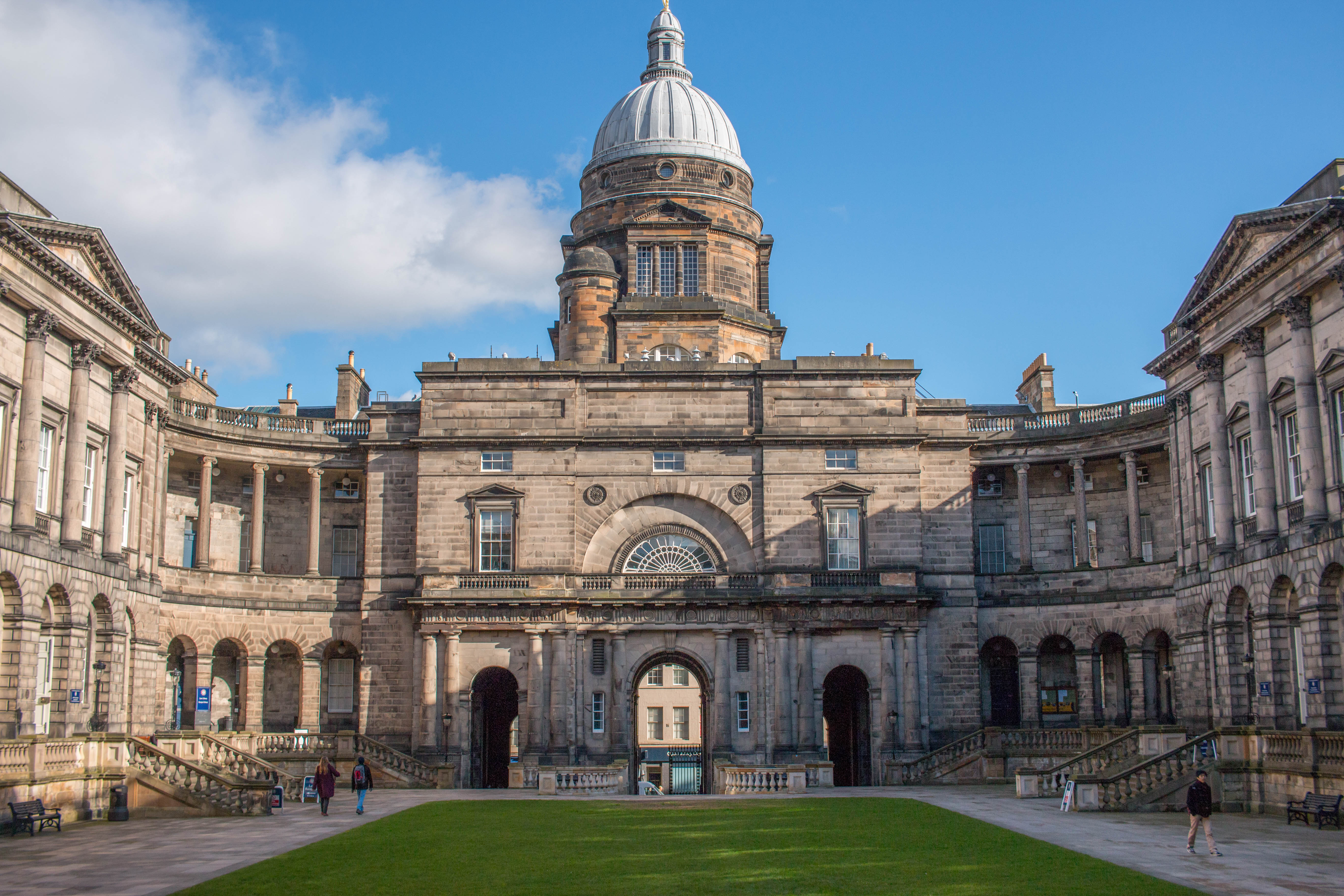
Старий коледж в Единбурзі

У квітні 1949 року Ньєрере перелетів із Дар-ес-Салаама до Единбурга. Там він розпочав короткий курс хімії, фізики та англійської мови. У жовтні 1949 його прийняли на ступінь магістра мистецтв на факультет мистецтв університету Единбурга.
У 1949 році Ньєрере був одним із лише двох темношкірих студентів з британських східно-африканських територій, які навчаються в Шотландії. Під час навчання Ньєрере пройшов курси англійської літератури, політичної економії, соціальної антропології, економічної історії, британської історії, конституційного права та моральної філософії.
У Великій Британії Ньєрере близько познайомився з соціалістичними ідеями і принципами фабіанства, захопився марксизмом і став послідовним противником будь-яких форм расової дискримінації.
Ньєрере познайомився з багатьма друзями в Единбурзі, там і сформував свою віру в рівність рас. Також він підтримував матеріально свою сім'ю в Танганьїці. У 1951 року він написав статтю для журналу The Student, в якій розкритикував плани щодо включення Танганьїки до Федерації Родезії та Нясаланда. У липні 1952 року Ньєрере закінчив університет із звичайною ступенем магістра мистецтв і продовжив свою педагогічну діяльність на батьківщині.

## Політичний активізм

### Заснування Африканського національного союзу Танганьїки: 1952—1955
Повернувшись на землі Занакі, Джуліус побудував для себе та своєї нареченої Марії будинок; вони одружилися 24 січня 1953 року. Незабаром вони переїхали до Пугу, ближче до Дар-ес-Салаама, коли Ньєрера був найнятий для викладання історії в коледжі Святого Франциска. У 1953 році пара народила свою першу дитину — Ендрю.
Ньєрере все активніше займався політикою; у квітні 1953 року його обрали президентом Африканської асоціації Танганьїки (ТАА). На його можливість зайняти посаду вплинули його хороші ораторські здібності та те, що він був Занакі; якби він походив з однієї з великих етнічних груп, він, можливо, зіткнувся з більшою опозицією з боку членів суперницьких племен.
За Ньєрере ТАА набирала все більш політичного виміру, присвяченого прагненню незалежності Танганьїки від Британської імперії.
7 липня 1954 року Ньєрере за підтримки Оскара Камбони перетворив TAA на нову політичну партію — Танганьїцький африканський національний союз (TANU). Губернатор колонії призначив Ньєрере на вакантну посаду законодавчої ради. Перша його промова на законодавчій раді розглядала потребу в більшій кількості шкіл у країні.
На засіданнях TANU Ньєрере наполягав на необхідності незалежності Танганьїки, але стверджував, що європейська та азійська меншини не будуть прогнані після незалежності. Він дуже захоплювався індійським лідером незалежності Махатмою Ганді і схвалював його підхід до досягнення незалежності шляхом ненасильницького протесту. Колоніальний уряд уважно стежив за його діяльністю; уряд побоювався, що Ньєрере буде розпалювати насильницький антиколоніальний бунт, подібний повстанню Мау Мау у сусідній Кенії.
У серпні 1954 року ООН надіслала місію до Танганьїки, яка згодом опублікувала звіт, в якому рекомендувала 20-25-річний графік для досягнення незалежності колонії. ООН мав намір обговорити це питання на Раді з Опіки в Нью-Йорку, а TANU направила Ньєрере як представника. Там Ньєрере заявив, що «з допомогою міжнародної спільноти та Британського адміністративного управління, ми би керували собою задовго до 20-25 років». Це здавалося дуже амбітним для всіх у той час.
До кінця 1950-х років TANU розширила свій вплив на всю країну і отримала значну підтримку. У 1955 році в TANU було 100 000 членів, які до 1957 року зросли до 500 000.

### Тур по Танганьїці: 1955—1959
Ньєрере повернувся в Дар-ес-Салам у жовтні 1955 року. З тих пір він гастролював по країні майже постійно. Британський колоніальний губернатор Танганьїки Едвард Твінінг відчував неприязнь до Ньєрере, вважаючи його расовим діячем, який хотів накласти корінне панування над європейськими та південноазійськими меншинами. У грудні 1955 року Твінінг створив «багаторасову» об'єднану партію Танганьїки (UTP) для боротьби з африканським націоналістичним посланням TANU. Проте, Ньєрере заявив, що «ми боремося проти колоніалізму, а не проти білих». Ньєрере закликав членів партії уникати участі в насильстві. Він також піддав критиці двох окружних комісарів країни, звинувачуючи їх у спробі підірвати діяльність TANU. У відповідь уряд порушив три кримінальні справи за наклеп. Суд тривав майже три місяці. Ньєрере був визнаний винним, і заплатив штраф у розмірі 150 фунтів стерлінгів.
Твінінг оголосив, що вибори до нової законодавчої ради відбудуться на початку 1958 року. Вони будуть організовані в близько десяти округах, де будуть обрані по троє членів ради: одного корінного африканця, одного європейця та одного азійця. Це означало, що три етнічні блоки отримають рівноправне представництво, незважаючи на те, що корінні африканці становлять понад 98 % населення країни. Більшість керівництва TANU вважали, що вибори потрібно бойкотувати. Ньєрере ж не погодився. На його думку, TANU повинна брати участь і прагнути забезпечити більшість представників для просування своїх політичних важелів. Якщо вони утримаються, UTP виграє вибори, а TANU змушена буде діяти повністю поза урядом. Це затримає процес здобуття незалежності. На конференції в січні 1958 року в Таборі Ньєрер переконав TANU брати участь у виборах. Згодом TANU виграла кожне оспорюване місце. Ньєрере також був обраний.

### Правління TANU в уряді: 1959—1961

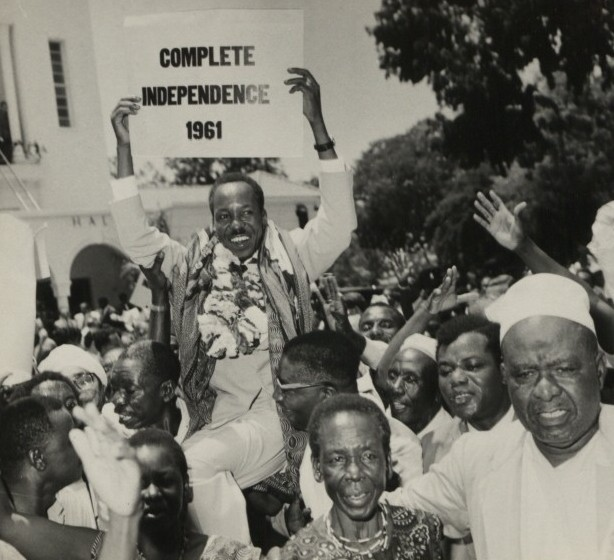
Ньєрере агітує за незалежність Танганьїки в березні 1961 року

У березні 1959 року новий британський губернатор Танганьїки Річард Тернбулл надав TANU п'ять із дванадцяти міністерських посад. Тернбулл був готовий сприймати мирний перехід до незалежності. У 1960 році Ньєрере відвідав конференцію незалежних африканських держав в Аддіс-Абебі, Ефіопія, на якій представив документ, що закликає утворити Східноафриканську федерацію. На його думку, Кенія, Уганда і Танганьїка могли б об'єднатись у федерацію. Тим часом TANU зростала і станом на 1960 року налічувала понад мільйон членів.
На загальних виборах у серпні 1960 р. TANU виграла 70 з 71 наявних місць. Як лідер TANU, Ньєрере був покликаний сформувати новий уряд і сам став прем'єр міністром. Того року прем'єр-міністр Великої Британії Гарольд Макміллан виступив із промовою «Вітер змін», вказуючи на готовність Британії розібрати імперію в Африці. У березні 1961 року в Дар-ес-Салаамі була проведена конституційна конференція для визначення природи незалежної конституції. Ньєрере поступився перед колоніальною владою і погодився, що після здобуття незалежності Танганьїка збереже британську королеву Єлизавету II на посаді глави держави протягом року, перш ніж стати республікою. У травні Танганьїка домоглася самоврядування.
Одним із перших дій Ньєрере було припинення поставок робітників Танганьїки на південноафриканські золоті копальні. Хоча це призвело до втрати Танганьїки близько 500 000 фунтів на рік, Ньєрере вважав це необхідним кроком для висловлення протистояння системі апартеїду та расової сегрегації у ПАР.

## Прем'єрство та президентство Танганьїки

### Прем'єрство Танганьїки: 1961—1962
9 грудня 1961 року Танганьїка здобула незалежність. Незабаром був представлений закон, який обмежував громадянство корінних африканців; Ньєрере виступив проти законопроєкту, порівнюючи його з ідеями Адольфа Гітлера та Хендріка Вервоерда, і погрожував подати у відставку, якщо Асамблея його ухвалить. Через шість тижнів після здобуття незалежності Ньєрере подав у відставку з посади прем'єр-міністра, Він мав намір зосередитись на реструктуризації TANU та намагався розробити власний зразок демократії. Він призначив близького політичного союзника Рашиді Кававу новим прем'єр-міністром. Він гастролював по країні, виступаючи з промовами в містах і селах, де наголошував на необхідності самостійності та наполегливій праці. У 1962 році його альма-матер в Единбурзі нагородила Ньєрера почесним ступенем доктора юридичних наук.
Під час першого року незалежності Танганьїки уряд зосередився на внутрішніх проблемах. У рамках урядової програми самодопомоги сільським жителям, уряд пропонував присвячувати один день на тиждень громадському проєкту, наприклад, будівництву доріг, колодязів, шкіл та лікарень. У лютому 1962 році уряд заявив про бажання перетворити розповсюджену систему вільної власності на землю в систему оренди. Ньєрере написав статтю «Ujamaa» («Сімейство»), в якій пояснив та оцінив цю політику; у цій статті він висловив багато своїх ідей щодо африканського соціалізму. Для Ньєрере, концепт сімейства міг забезпечити «національну етику», що відрізнялася від колоніальної епохи і допомогла б утвердити незалежний курс Танганьїки.
Уряд продовжував «африканську» державну службу, звільняючи білих британських державних службовців та призначаючи на їх місце корінних африканців. Ньєрере визнав, що такі позитивні дії є дискримінаційними щодо білих та азійських громадян, але стверджував, що тимчасово необхідно усунути дисбаланс, викликаний колоніалізмом. До кінця 1963 року близько половини вищих і середніх посад на державній службі займали корінні африканці. У наступному році кілька британців, звинувачених у расизмі, були депортовані.
Уряд розробив плани створити нову конституцію, яка б перетворила Танганьїку з монархії з Британською королевою як її главою держави в республіку з обраним президентом на посаді глави держави. У листопаді 1962 року Ньєрере отримав 98,1 % голосів і був обраний президентом Танганьїки. Після виборів Ньєрере оголосив, що Національний виконавчий комітет TANU підтримав прохання національної конференції партії розширити членство на всіх корінних громадян Танганьїки. Але Ньєрере заявляв, що він вітає білих та азійських членів до TANU, щоб протистояти потенційним расовим обуренням цих меншин. Ньєрере вважав важливим побудову «національної свідомості».

### Президентство Танганьїки: 1962—1964

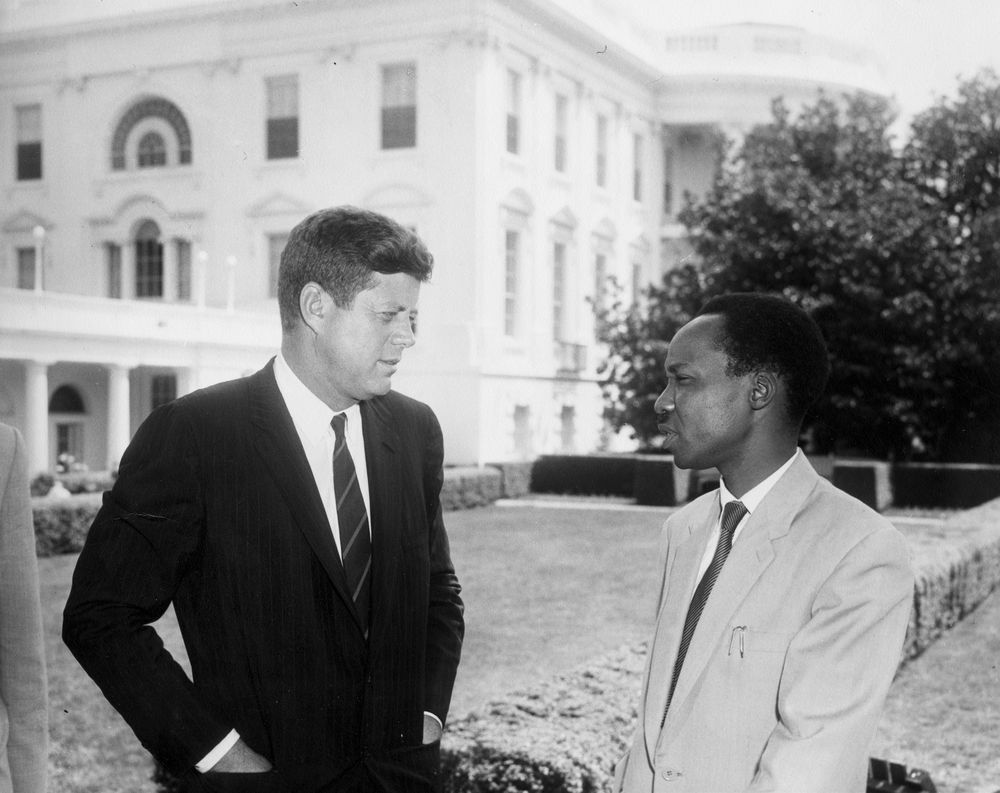
Президент Танганьїки Ньєрєре і Президент США Джон Кеннеді в 1963 році. Ньєрєре згодом прокоментував, що він дуже поважає" Кеннеді, якого він вважав доброю людиною

9 грудня 1962 року, через рік після здобуття незалежності, Танганьїка стала республікою. Ньєрере переїхав до Державного будинку в Дар-ес-Салаамі. Джуліус призначив Кававу своїм віце-президентом. Він здійснив офіційні візити до Західної Німеччини, США, Канади, Алжиру, Скандинавії, Гвінеї та Нігерії. У США він зустрівся з президентом Джоном Ф. Кеннеді, і хоча вони особисто сподобалися один одному, Ньєрере не зміг переконати Кеннеді посилити свою позицію щодо апартеїду в Південній Африці.
Перші роки президентства в Ньєрері були в основному зайняті африканськими справами. У лютому 1963 року він взяв участь у конференції «Афро-азійська солідарність», де він наводив недавню конголезьку ситуацію як приклад неоколоніалізму. У травні він відвідав засновницьку сесію Організації африканського єднання в Аддіс-Абебі в Ефіопії, там повторивши що справжня принизлива правда полягає в тому, що Африка не вільна; і тому Африка повинна вживати необхідних заходів для колективного звільнення.
Ньєрєре підтримав ідею об'єднання Африки як єдиної держави, хоча він не погодився з думкою президента Гани Кваме Нкрума, що цього можна досягти швидко. Натомість Ньєрере наголосив на ідеї формування регіональних конфедерацій як короткострокових кроків до можливого об'єднання континенту. Дотримуючись цих ідеалів, у червні 1963 року Ньєрере зустрівся з президентом Кенії Джомо Кеньятта та президентом Уганди Мілтоном Оботе в Найробі, де вони домовились до кінця року об'єднати свої країни до єдиної Східноафриканської федерації. Це, однак, ніколи не здійснилося. Натомість Східноафриканське співтовариство було створене в 1967 році для сприяння деякій співпраці між трьома країнами.

#### Обличчя заколоту
У січні 1964 року Ньєрере закінчив позитивну дискримінацію щодо роботи на державній службі. Вважаючи, що колоніальний дисбаланс був виправлений, він заявив: «було б неправильним, щоб ми продовжували розрізняти громадян Танганьїки за будь-якими ознаками, окрім характеру та здатності виконувати конкретні завдання».
Багато профспілкових діячів заперечували припинення політики, і це стало каталізатором заколоту армії. 20 січня 1964 року невелика група солдатів у Першому батальйоні розпочала повстання, вимагаючи підвищення зарплати і звільнення білих офіцерів. Повстанці покинули казарму Коліто і увійшли в Дар-ес-Салам, де захопили Державний дім. Ньєрере врятувався, два дні переховувався у римо-католицькій місії. Повстанці захопили вищого урядового діяча Оскара Камбона. Вони змусили його звільнити всіх білих офіцерів та призначити корінного Елісея Кавану головою стрільби Танганьїки. Другий батальйон в Таборі також вчинив повстання, і корінного Мрішо Саракік'я призначили керівником батальйону. Погодившись на багато їхніх вимог, Камбона переконав повстанців Першого батальйону повернутися до своїх казарм. Подібні ще менші заколоти спалахнули в Кенії та Уганді.
22 січня 1964 року Ньєрере вийшов з укриття; наступного дня він дав прес-конференцію, в якій заявив, що репутація Танганьїки була пошкоджена повстанням. Через два дні він попросив британську військову допомогу, яку було надано. 60 британських морських командос прибули вертольотом до міста, де вони приземлилися поруч із казармою Коліто; заколотники незабаром здалися. На хвилі заколоту Ньєрере розпустив Перший батальйон і звільнив сотні солдатів з Другого батальйону. Він засудив ватажків заколоту за спробу «залякати нашу націю в рушниці», і чотирнадцятьом з них було призначено покарання у вигляді позбавлення волі від 5 до 15 років.
Ньєрере пов'язував заколот з тим, що його уряд не встиг зробити достатньо, аби змінити армію ще з колоніальних часів. Визнаючи деякі вимоги повстанців, він призначив Саракік'я новим командувачем армії і підвищив заробітну плату військ. Після заколоту уряд Нієрера все більше зосереджувався на безпеці, вкладаючи персонал TANU в армію, а також в державну промисловість, щоб закріпити партійний контроль у всій країні.

## Президентство Танзанії

### Об'єднання із Занзібаром: 1964
Після революції у Занзібарі, Абейд Каруме оголосив себе президентом однопартійної держави і почав перерозподіляти землі, що належать арабським землям, серед селян Африки. Сотні арабів та індіанців покинули Занзібар. Західні держави неохоче визнавали уряд Каруме, тоді як Радянський Союз, Східний блок та Китайська Народна Республіка швидко зробили це і запропонували країні допомогу. Ньєрере був розлючений на цю західну відповідь, а також на ширше нездатність Заходу зрозуміти, чому в першу чергу Занзібар повстав.
У квітні 1964 року Ньєрере відвідав Каруме; наступного дня вони оголосили про політичне об'єднання Танганьїки та Занзібару. Ньєрере подав це як відповідь на загальноафриканську ідеологію. «Єдність на нашому континенті не повинна приїжджати через Москву чи Вашингтон».
Тимчасова конституція Об'єднаної Республіки Танганьїки та Занзібару представила Ньєрере президентом країни, Каруме — першим віце-президентом, а Рашиді Кавава — другим віце-президентом. У жовтні уряд оголосив змінену назви країни — Об'єднана Республіка Танзанія.
Не було негайних змін у структурі уряду Занзібару. Занзібар складав лише 350 тисяч з 13 мільйонів населення Танзанії. Каруме був хаотичним і непередбачуваним. Ньєрере терпів його заради єдності Танзанії. Одного разу у серпні 1969 року влада Занзібару заарештувала 14 чоловіків, яких звинувачували у державному перевороті. Всупереч намірам Нієрера арештованих чоловіків судили таємно, а чотирьох із них таємно стратили. У квітні 1972 року Каруме було вбито чотирма артилеристами.

### Внутрішні та зовнішні зносини: 1964—1966
У вересні 1965 року в Танзанії відбулися президентські вибори. Ньєрере отримав майже 97 % підтримки. Танзанія зазнала швидкого зростання населення; перепис у грудні 1967 р. показав на 35 % приріст населення з 1957 р. Зростаюча кількість дітей ускладнила прагнення уряду до загальної початкової освіти. Помітивши, що невеликий сектор населення зміг досягти високого рівня освіти, уряд був занепокоєний, що вони сформують певну елітарну групу.
Західні держави закликали Ньєрере не приймати підтримку з боку Китаю, яким керував Мао Цзедун, але у серпні 1964 році Ньєрере дозволив сімом китайським інструкторам та чотирьом перекладачам працювати з його армією протягом півроку. У наступні роки Китай став головним бенефіціаром зовнішніх відносин Танзанії.
У лютому 1965 р. Ньєрере здійснив восьмиденний державний візит до Китаю, висловивши думку, що їх соціально-економічні проєкти щодо просування аграрної країни до соціалізму мають велике значення для Танзанії. Ньєрере був захоплений Китаєм Мао, оскільки він підтримував егалітарні цінності, які він поділяв; він також був натхненний акцентом уряду на економності та економіці. У червні прем'єр-міністр Китаю Чжоу Енлай відвідав Дар-ес-Салам. Китай надав Танзанії мільйони фунтів позик і грантів, а також інвестував у цілий ряд проєктів.
Незважаючи на те, що Східноафриканська федерація, яку бажав Нієрер, не змогла створитися, він все ще прагнув до більшої інтеграції між Танзанією, Угандою та Кенією. Також Танзанія Ньєрере вітала різні визвольні угруповання з півдня Африки, які проводили операції, спрямовані на повалення колоніальних урядів та влади білих меншин.
Уряд Ньєрера мав теплі відносини із сусіднім урядом Замбії Кеннета Каунде, та неприязні стосунки з Малаві, лідер якого Гандінгс Банда звинуватив танзанійців у підтримці урядових опозиційних міністрів. Ньєрере рішуче не схвалював співпрацю Банди з португальськими колоніальними урядами в Анголі та Мозамбіку та урядами білої меншини Родезії та Південної Африки. У 1967 році уряд Нієрера вперше признав визнання нещодавно оголошеної Республіки Біафра, що відійшла від Нігерії. Хоча три інші африканські держави слідували за цим, це ставило Ньєрере в протиріччя з більшістю інших африканських націоналістів.
При незалежності Танганьїка вступила до Британської Співдружності. Але у вересні 1965 року Ньєрере погрожував вийти зі складу Співдружності, якщо уряд Великої Британії вестиме переговори про незалежність Родезії з урядом білої меншості Ієна Сміта, а не з представниками чорної більшості країни. Коли у листопаді уряд Сміта в односторонньому порядку проголосив незалежність, Ньєрер вимагав від англійців негайно вжити заходів щодо їх припинення. Велика Британія цього не зробила, і у грудні Танзанія розірвала з ними дипломатичні відносини. Це призвело до втрати англійської допомоги, але Ньєрер вважав за необхідне продемонструвати, що африканці стоять за їх словом. Він підкреслив, що британські танзанійці залишаються бажаними в країні і що насильство щодо них не буде терпіти. Незважаючи на припинення дипломатичних контактів, Танзанія співпрацювала з Великою Британією в авіаперевезенні екстрених поставок нафти.
Відносини також були напруженими із США. У листопаді 1964 року Камбона публічно оголосив про виявлення доказів американсько-португальської змови щодо вторгнення в Танзанію. Докази, які складалися з трьох фотостатистичних документів, були позначені підробкою Посольства США, і Нієрере визнав, що така можливість є. Відносини зі США погіршилися у січні 1965 року, коли Ньєрере вислав двох членів посольства США за підривну діяльність; докази публічно не були представлені для підтвердження їхньої вини. США відповіли вигнанням радника з посольства Танзанії у Вашингтоні; у свою чергу Танзанія відкликала свого посла, Отмана Шаріфа. Після 1965 року відносини Танзанії та США поступово покращувалися.

### Арушська декларація: 1967—1970

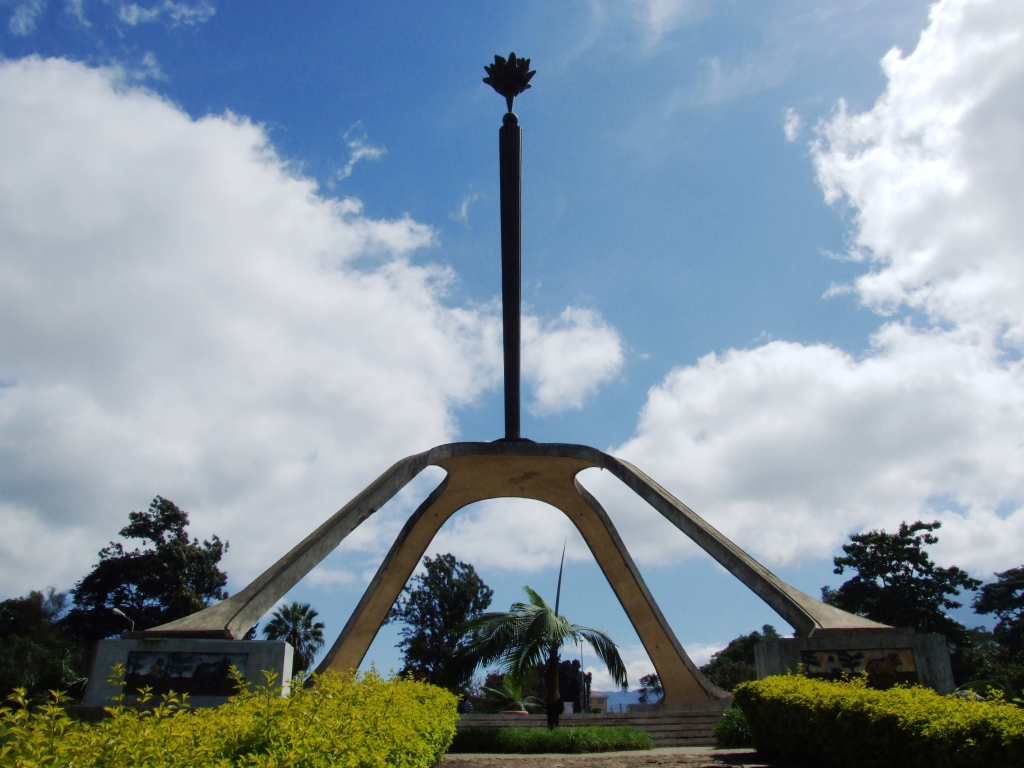
Пам'ятник Декларації Аруші, згодом зведений на згадку про декларацію Ньєрера.

У січні 1967 році Ньєрере відвідав засідання Національної виконавчої влади TANU в Аруші. Там він представив Комітету нову заяву про партійні принципи: Арушську Декларацію. Ця декларація підтверджувала прихильність уряду до побудови демократичної соціалістичної держави та підкреслювала розвиток самостійності. На думку Ньєрера, справжня незалежність була неможлива, поки країна залишалася залежною від подарунків та позик інших країн. Він передбачав, що слід покласти новий акцент на розвиток селянської сільськогосподарської економіки для забезпечення більшої самодостатності, навіть якщо це означатиме уповільнення економічного зростання. Після цього моменту концепція соціалізму стала центральною у формуванні політики уряду. Для просування Арушської Декларації групи прихильників TANU проходилися селами задля підвищення обізнаності з цим документом; у жовтні Ньєрере супроводжував один такий восьмиденний марш, який охопив 138 миль у його рідному районі Мара.
Наступного дня після прийняття декларації уряд оголосив про націоналізацію всіх танзанійських банків з компенсацією, наданою їх власникам. Протягом наступних днів він оголосив про плани націоналізації різних страхових компаній, імпортно-експортних фірм, млинів та сизалів, а також придбання мажоритарного пакету акцій у сімох інших фірмах, включаючи виробників цементу, сигарет, пива та взуття. Через рік після цих початкових націоналізацій Ньєрєре високо оцінив азійців Танзанії за їх роль у забезпеченні успішного управління націоналізованими банками.
Ньєрере дотримувався також додаткових політичних документів. Політика дотримувалася позиції, що школи повинні приділяти новий акцент викладанню сільськогосподарських навичок. «Соціалізм та розвиток сільських територій» окреслив триступеневий процес створення кооперативних сіл уджамаа, кінцевим результатом чого було створення комунального господарства. До кінця 1970 року в Танзанії було тисяча сіл, які називали себе уджамаа. Селянам, що приїжджали до цих нових сіл, часто не вистачало самовідданого ентузіазму; незважаючи на сподівання Ньєрере, така політика рідко покращувала сільськогосподарське виробництво.
Арушська Декларація оголосила про прийняття кодексу поведінки для членів TANU та урядових лідерів. Це забороняло їм володіти акціями або утримувати дирекції в приватних компаніях, отримувати більше однієї зарплати або володіти будь-якими будинками, що вони здавали в оренду іншим. Ньєрере вважав це необхідним для стримування зростання корупції в Танзанії. Показово, Ньєрере продав свій будинок у Магомені, а його дружина пожертвувала свою птахофабрику місцевому кооперативному селу.
Хоча Арушська Декларація була популярною всередині країни, деякі політики виступали проти неї. У жовтні 1969 року було заарештовано групу офіцерів армії та колишніх політичних діячів, звинувачених в змові вбити Ньєрере та скинути уряд, зокрема, через спротив до політики Ньєрере.

### Економічна криза і війна з Угандою: 1971—1979
На початку 1970-х рр. уряд Ньєрере прискорив процес впровадження концепту «уджамаа». Уряд сподівався, що це покращить продуктивність сільського господарства, а це дозволить країні більше експортувати і менше покладатися на імпорт. Все частіше фермерів, які відмовилися приєднатися до комунальних сіл, розглядали як опонентів TANU. Поліція почала обводити фермерів і змушувала їх переїжджати в села. Як результат, сільське виробництво було сильно порушено. Жодне з сіл не досягло офіційних цілей щодо продуктивності сільського господарства. Імпорт продовольства різко зріс (втричі), а інфляція прискорилася, тоді як експорт лише подвоївся. Весь цей процес також пошкодив репутацію Ньєрере серед сільського населення.
Але концепт «уджамаа» мав більший успіх у забезпеченні ширшого доступу громадськості до соціальних послуг. Протягом 1970-х років кількість оздоровчих центрів та сільських диспансерів зросла більш ніж удвічі. Також в освітній сфері, до 1978 року 80 % дітей Танзанії були в школі. Все ж, протягом 1970-х років хабарництво та розтрата також ставали все більш поширеними в Танзанії.
Уряд Ньєрере створив Міністерство національної культури та молоді, за допомогою якого сприяв зростанню чітко танзанійської культури. Упорядкувавши ідеалізований сільський спосіб життя проти міського способу життя, який був позначений «декадентським», уряд Ньєрере розпочав свою операцію «Віяна» в жовтні 1968 року. Ця цільова форма культури вважалася «декадентською», включаючи соул-музику, конкурси краси та фільми та журнали.
До середини 1970-х років було багато припущень, що Ньєрере подасть у відставку. Проте TANU знову висунув його на посаду президента в 1975 році. Ньєрере у своїй промові застеріг від повторного обрання тієї самої людини. Він говорив про концепцію Кунатука Занакі, яка означала, що лідери передають владу молодому поколінню. Він також запропонував поділити політичну владу щодо материка та Занзібару. Це відбулося в 1977 році, коли утворилася ЧЧМ (Чама Ча Мапіндузі, Chama Cha Mapinduzi CCM, Партія революції). Нова конституція забезпечила де-юре характер однопартійної держави Танзанії.

#### Війна з Угандою
У січні 1971 року президент Уганди Оботе був повалений через військовий переворот під керівництвом Іді Аміна. Ньєрере відмовився визнати легітимність адміністрації Аміна і запропонував Оботу притулок в Танзанії. Коли в 1972 році Амін вигнав усіх 50 000 аграріїв Уганди зі своєї країни, Ньєрєре визнав цей акт расистським. Один човен угандійських азійських біженців намагався висадитися в Танзанії, хоча уряд Ньєрере відмовився їх приймати, побоюючись, що це призведе до розпалення внутрішньої расової напруги. У 1971 році Уганда бомбардувала пиворобний комбінат в Танзанії у відповідь на підтримку Нієрером Оботе, а в 1972 році також під бомбардування потрапили Букоба і Мванза. У вересні 1972 році лоялісти Оботе розпочали напад на Уганду з Танзанії, сподіваючись повалити Аміна. У 1977 році Східноафриканська спільнота, яку створила Танзанія разом з Кенією та Угандою, формально розпалася.
У жовтні 1978 році Уганда вторглась в Танзанію, анексувавши частину країни. Ньєрере вирішив, що реакція Танзанії має бути не тільки для відштовхування армії Уганди в Уганду, але для вторгнення в останню і повалення Аміна.
Щоб досягти цього, він мобілізував десятки тисяч цивільних солдатів на допомогу регулярній армії. У січні 1979 року три танзанійські батальйони висунулися в Уганду. Протягом наступних місяців армія Танзанії просунулася далі в Уганду. Після того, як вони взяли під контроль Кампалу, Амін та багато його послідовників втекли.
Під час війни Ньєрер планував створити пост-Амінський уряд в Уганді. Хоча Оботе зберігав рівень популярності в Уганді, багато інших вигнанців попереджали його не повертати Оботе до президентства, зазначивши, що він відчужив занадто багато верств суспільства. Ньєрере прийняв цю пораду, і, організувавши березень 1979 року конференцію для груп заслання в Моші, переконав Оботе не повертатися. Конференція вирішила, що підтримає Юсуфа Люле на посаду президента. Але, не втримавшись при владі, загальні вибори 1980 року призвели до того, що Оботе знову став лідером. Ньєрере вивів більшу частину армії Танзанії, залишивши лише невеликий навчальний контингент, хоча Уганда вступила в цикл громадянських війн до 1986 року.
Війна обійшлася Танзанії приблизно в 500 мільйонів доларів США, що ще більше пошкодило її крихку економіку. Існував широкий дефіцит товарів народного споживання, що сприяло зростанню приховування та контрабанди, в той час як багато солдатів, що повернулися, вдалися до злочинності.
Міністр фінансів Танзанії Едвін Мтей вступив у переговори з Міжнародним валютним фондом (МВФ) і на початку 1979 року дійшов угоди про те, що країна отримає звільнення від заборгованості в обмін на програму заходів жорсткої економії. Коли Мтей приніс угоду до Ньєрере, президент відхилив її, вважаючи це відмовою від свого соціалістичного послання. Ньєрере розглядав МВФ як неоколоніальний інструмент, який нав'язував політику біднішим країнам, які приносили користь їх багатішим партнерам.

### Кінцевий термін на посаді: 1980—1985
На загальних виборах у Танзанії 1980 року Ньєрере знову виступив кандидатом у президенти. Він активно шукав наступника. До 1985 року Алі Хасан Мвіній, мусульманин Занзібарі, став найвидатнішим кандидатом для наступництва Ньєрєре, і останній врешті погодився підтримати його кандидатуру. Мвіній замінив Джуліуса на загальних виборах 1985 року.
Так, Ньєрере був одним з небагатьох африканських лідерів, які добровільно, витончено і з честю поклонилися управлінню. Це принесло йому велику повагу на міжнародному рівні. Мвіній хотів продовжувати економічну лібералізацію, усуваючи деяких улюбленців Ньєрера з кабінетів, які виступали проти його реформ. Ці реформи призвели до інфляції та девальвації валюти, знищивши заощадження багатьох танзанійців. Ньєрере розглядав ці реформи як відмову від своїх соціалістичних ідеалів.

## Після президентства
У липні 1987 року Ньєрере повернувся до Единбурзького університету, щоб виступити із вступним словом щодо Африки після здобуття незалежності на одній з конференцій.  Його запросили очолити міжнародний комітет з економічних проблем, що стоять перед «Глобальним Півднем», де він працював разом з майбутнім прем'єр-міністром Індії Манмоганом Сінґхом.
У серпні 1990 році Ньєрєре пішов з посади голови ЧЧМ (Чама Ча Мапіндузі — Партія революції). Напередодні він виступав за перехід Танзанії до багатопартійної демократії. Він вважав, що ЧЧМ стала корумпованою та не дуже ефективною, а конкуренція з іншими партіями змусить її покращитися.  На таку його позицію впливало те, що відбувалось в інших соціалістичних державах: розпад Східного блоку, перебудова у Радянському Союзі, реформи в Китаї. Для того, щоб дослідити питання переходу до багатопартійної системи було створено Комісію Ньяліллі. Пізніше вони зробили висновок, що, незважаючи на те, що більшість танзанійців хочуть зберегти однопартійну систему, кілька конкуруючих партій принесуть Танзанії більше користі. Почали з'являтись нові політичні партії, як-от: Чадема та Громадський об'єднаний фронт, однак ЧЧМ все ще залишилась домінуючою. Завдяки таким змінам та виходу нових газет межі свободи слова в країні також були розширені.
Комісія Ньяліллі також рекомендувала перехід до федерації «трьох урядів» з автономними Занзібаром та материковою частиною та єдиним федеральним урядом. Ньєрере цю позицію не підтримував, стверджував, що такі зміни не призведуть до покращень, а тільки витратять гроші платників податків. Ньєрере критикував самостійні кроки Занзібару у зовнішній політиці, аргументуючи це тим, що закордонні справи є федеральним питанням. Не підтримував він також і закликів створити регіональний уряд материкової частини. Тому у 1995 році він виступив з промовою, в якій говорив про «тріщини» в Танзанії, спричинені корупцією, сепаратизмом та трайбалізмом. Він висловив занепокоєння з приводу зростання шовінізму на материковій частині Танзанії, як відповідь на сепаратизм у Занзібарі та стверджував, що це переросте в племінне суперництво. На такі його занепокоєння частково вплинули нещодавні події геноциду в Руанді.
Пізніше він все ще брав участь у справах ЧЧМ, підтримуючи Бенджаміна Мкапу на президентських виборах Танзанії 1995 року. Після перемоги Мкапи під час свого виступу на партійних зборах ЧЧМ Ньєрере заявив, що має намір вийти з політики повністю.

### Останні роки: 1994—1999

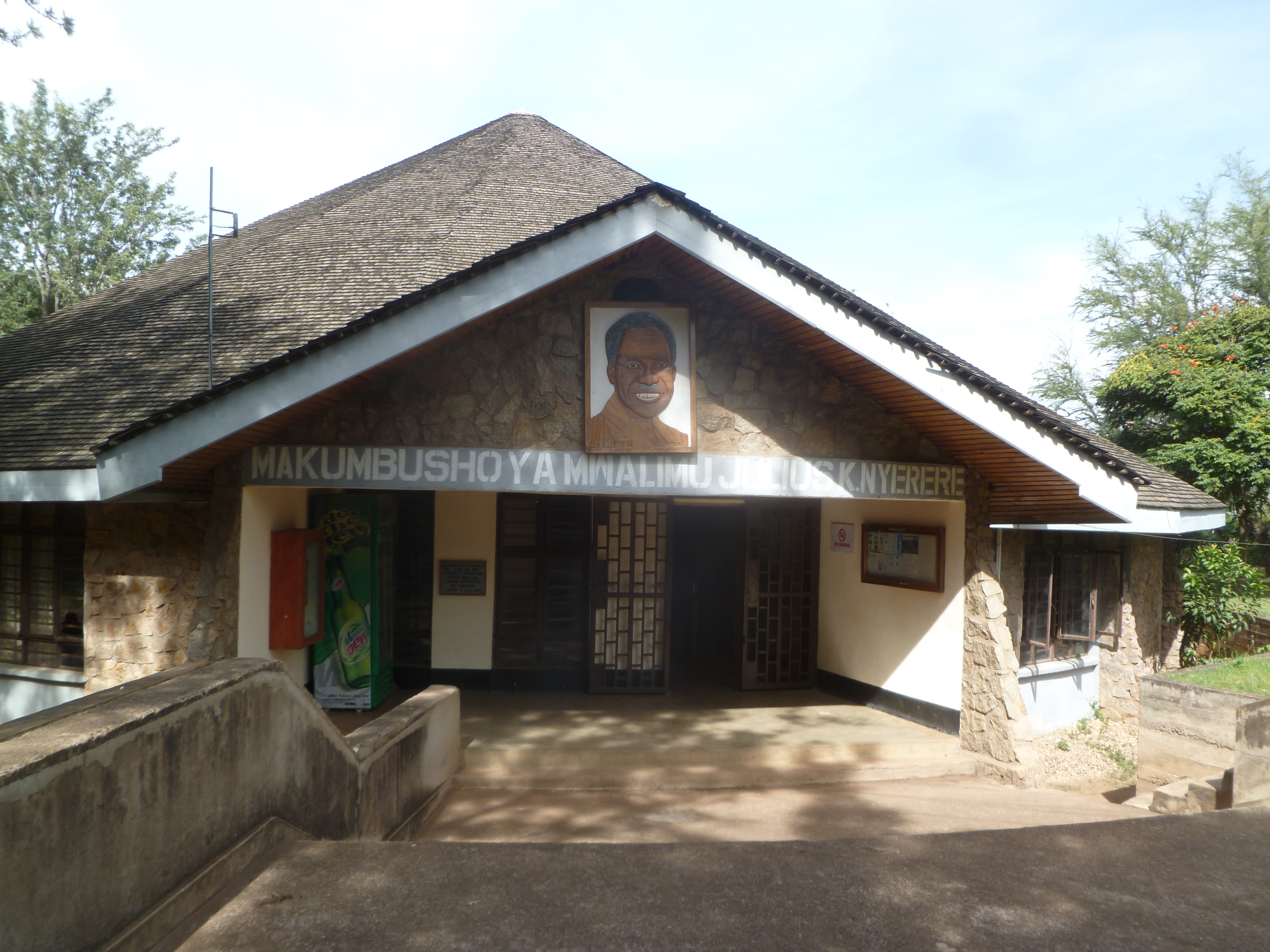
Вхід до Музейного центру Мваліму Ньєрере в Бутіамі, присвяченого Ньєрере.

Після виходу з партії Ньєрере подорожував більше ніж за часи свого президентства та зустрічався з керівництвом різних держав, адвокатуючи проблему бідності. Також він залишився активним у міжнародних відносинах. Зокрема, у 1994 році Ньєрере відвідав Панафриканський конгрес, у 1997 виступив з промовою, присвяченою сороковій річниці незалежності Гани, під час якої висловив підтримку загальноафриканським ідеалам та застеріг від «повернення до племені» по всьому континенту. Наприкінці 1990-х він також рефлексував стосовно свого президентства, зазначавши, що, хоча він і помилявся, зокрема в тому, що передчасно проводив націоналізацію, він дотримувався принципів Арушської декларації.
Після виборів 1995 року Організація Об'єднаних Націй звернулась до Ньєрере з проханням виступити в якості посередника в громадянській війні в Бурунді та допомогти її завершити. Беручи участь в перемовинах, Ньєрере відстоював думку, що резолюція щодо миру повинна виходити з регіональної ініціативи, а не з тієї, яку висунули західні держави. Він наполягав на процесі всеосяжної участі, і навіть найменші політичні групи були запрошені брати участь у процесі перемовин. Це продовжувалось до смерті Ньєрере, після чого посередництво у перемовинах перейшло до Нельсона Мандели.
У 1997 році Ньєрере здійснив останній візит до Единбурга, де виступав з лекціями та семінарами в Центрі африканських досліджень Единбурзького університету. Після чого повернувся до свого рідного селища — Бутіами, що знаходиться на заході Танзанії.
У вересні 1999 року він поїхав до Англії на лікування. Одразу був госпіталізованим до лікарні Сент-Томас у Лондоні, де 14 жовтня 1999 року і помер. Про смерть Ньєрере на національному телебаченні оголосив президент Танзанії — Бенджамін Мкапа, також у зв'язку з цією подією було оголошено 30-денний траур. Протягом цих днів радіо Танзанії транслювало похоронну музику, а національне телебачення — відеоматеріали про життя Джуліуса. Поховано його у Бутіамі.

## Політичні погляди
Ідеологія Ньєрере, форма африканського соціалізму, відома в світі як Уджамаа. Більшість  політичних переконань Джуліуса сформувались саме під час навчання в Единбурзі. Він особисто зазначав, що розвивав всю свою політичну філософію, поки був там. Сильний вплив на формування його поглядів мали твори класичного лібералізму та фабіанського соціалізму, а також захоплення Адамом Смітом та Джоном Стюартом Міллем, котрих він вивчав, будучи студентом. Протягом свого життя він залишив багато матеріалу в підтримку своїй ідеології, будучи письменником та оратором.
Ньєрере був африканським націоналістом. Він зневажав колоніалізм і відчував обов'язок протистояти йому в Танганьїці. В основі його підходу до націоналізму було два головних пункти: можливість африканських держав самостійно приймати рішення та забезпечення суверенітету та єдності Африки. Він постійно стверджував, що африканські міні-держави не зможуть захищати свій суверенітет і незалежність без об'єднання. Виступаючи проти колоніалізму, Ньєрере визнав, що його надихали принципи, що стояли як за американською так і за французькою революціями.  На нього також впливав індійський рух за незалежність, який успішно призвів до створення Республіки Індія в 1947 році. Ньєрере просував ідею ненасильницьких протестів і був переконаним, що ситуація в Танганьїці була сприятлива для цього.  Він заявляв, що насильство є зло, до якого не потрібно вдаватись допоки це не є абсолютно необхідним. Ставши лідером свого графства, він став визначним прихильником антиколоніальних рухів на півдні Африки, надаючи цим групам матеріальну, дипломатичну та моральну підтримку.
Виступаючи проти європейського колоніалізму, Ньєрере не був антагоністичними щодо білих європейців, адже усвідомлював, що не всі вони колонізатори та расисти. До здобуття незалежності він наполягав на нерасистському фронті проти колоніалізму, кидаючи виклик тим африканським націоналістам, які хотіли позбавити рівних прав європейських та азійських меншин Східної Африки. Він стверджував, що расову рівність слід підтримувати на індивідуальному рівні.  При цьому особа має бути захищеною від расової дискримінації юридично, а не просто мати певну кількість парламентських місць для своєї расової групи. Така позиція Ньєрере щодо мультирасовості відрізнялась від підходів, прийнятих багатьма іншими африканськими націоналістами.
Джуліус Ньєрере був панафриканістом. Однак, він звертав увагу на деякі суперечності між його методами управління державою та панфариканськими цінностями, що назвав «дилемою панафриканіста».
Ньєрере наголошував на ідеї демократії, як на принципі. Він вважав, що, ідеальною формою правління є та, за якої весь народ управляє державою, вирішує свої справи шляхом вільної дискусії. На таку позицію вплинули зокрема методи прийняття рішень, притаманні корінним африканським суспільствам. За Ньєрере самою сутністю традиційної африканської демократії є обговорення питання допоки всі не погодились. Він перейняв цінності ліберальної демократії, однак зосереджував свою увагу на тому, як «африканізувати» демократію. Він підкреслював, що африканські держави після колоніальної ситуації опинилися в ситуації відмінній від західних і тому потребують іншої структури управління. Якщо точніше, Ньєрере виступав за представницьку демократію в рамках однопартійної системи. Він виступав також проти утворення багатьох партій та інших політичних організацій з різними цілями в Танзанії, вважаючи їх руйнівними щодо його уявлення про гармонійне суспільство і побоюючись їх здатності надалі дестабілізувати  і без того не міцну державу. Для нього гарантією демократії була не багатопартійність, а фактичне забезпечення громадянських та політичних свобод.
Ньєрере був соціалістом, його погляди на соціалізм перепліталися з ідеями щодо демократії. Він вважав, що соціалізм не є чужим Африці, а навпаки відображає традиційний африканський спосіб життя. Його переконання відрізнялись від ідей соціал-демократії та марксизму, він не підтримував марксистську класову боротьбу. Це було зумовлено тим, що на його думку, ідеї щодо побудови соціалістичного суспільства з капіталістичного неможливо застосувати до постколоніальної Африки, де мало або взагалі немає капіталізму і де традиційне суспільство не було так сильно розшароване на класи. Ньєрере був переконаний, що починати соціалізм у африканському контексті слід із племінного комуналізму та колоніальної спадщини, яка не побудувала значного капіталізму. Ньєрере критично також ставився до «утопічного соціалізму», вважаючи таку модель не актуальною для танзанійської ситуації. На його думку, ці європейські соціалістичні письменники не створили концепцій, котрі б підходили до африканського контексту, оскільки вони не розглядали історію «колоніального панування», яку пережила Африка.
Ньєрере твердо вірив у егалітаризм і у створення суспільства рівних, прагнучи досягти «безкласового суспільства». На його думку, рівність повинна виходити з прихильності індивіда до справедливого суспільства, в якому всі таланти та здібності використовуються повною мірою. Він бажав суспільства, в якому інтереси особистості та суспільства були однаковими. Та вважав, що необхідно збалансувати права людини і їхній обов'язок перед суспільством, висловивши думку про те, що західні країни занадто сильно акцентують увагу тільки на індивідуальних правах. Ньєрере вірив, що саме в Африці зуміють досягти балансу між інтересами особистості та суспільства, чого не вдалось зробити на інших континентах.
Під час свого президентства Ньєрере пригнічував елітаризм і всіляко підтримував рівність статей. Він залишався відданим вірі в верховенство права та постійно наголошував на необхідності наполегливої праці, апелюючи до традицій. Центральними у його концепції африканського соціалізму були ідеї свободи, рівності та єдності.

## Особисте життя
Ньєрере найчастіше описували, як легкого в спілкуванні, дотепного, дуже скромного та невибагливого чоловіка. Люди з його оточення казали, що в нього розум та серце науковця, і захоплювались його умінням говорити просто та логічно про складне. Він був цілеспрямованим, принциповим, часто емоційним та безкомпромісним керівником з гострим почуттям справедливості.
Праці Ньєрере широко видавали впродовж його життя. Окрім них він писав поезію та переклав п'єси Вільяма Шекспіра «Юлій Цезар» і «Венеціанський купець» на суахілі.
У віці 20 років Ньєрере перейшов у римо-католицизм. Християнство сильно вплинуло на його життя та політичні переконання, він називав християнство «революційним віросповіданням», але вважав, що його суть часто викривлюється церквами. Однак, протягом свого життя регулярно відвідував богослужіння.
З дружиною Марією Габріель у Ньєрере було семеро дітей. За часів президентства він наполягав на тому, щоб його діти ходили в державну школу і не отримували жодних особливих пільг. У нього було 26 онуків.

## Спадщина

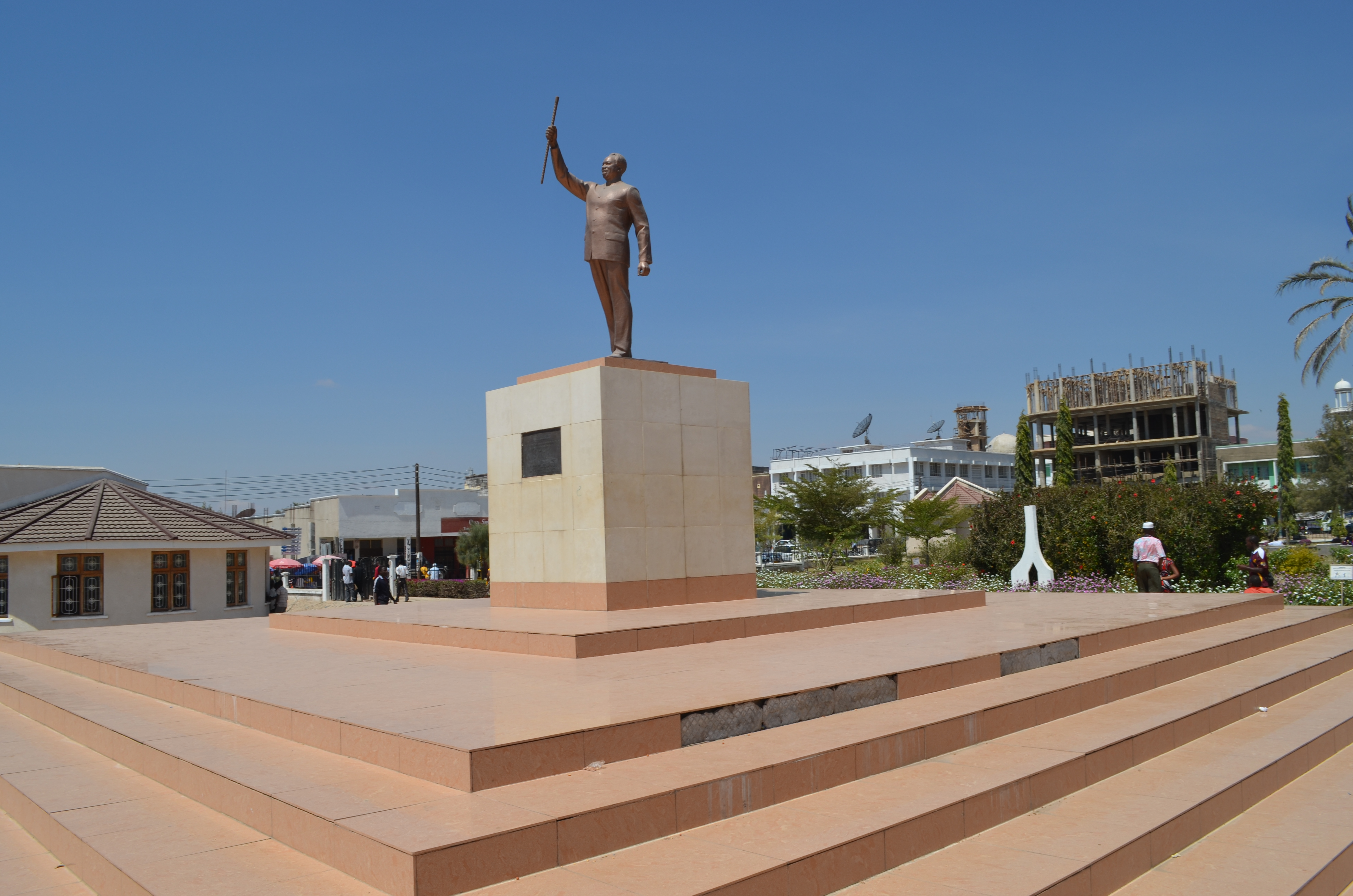
Статуя в центрі площі Ньєрере в Додомі, Танзанія.

У Танзанії Ньєрере називали «Батьком нації» та Мваліму (вчителем). Танзанійський дослідник на ім'я Годфрі Мвакікагіле заявив, що саме ідеали Ньєрере «рівні та соціальної справедливості» підтримували Танзанію і завоювали їй репутацію однієї з найбільш стабільних, мирних та об'єднаних країн Африки. Йому вдалось стабілізувати уряд та тримати країну в спокої, що було складно в той час на континенті. Після смерті Ньєрере досить часто називали символом нації, на честь нього відкрили музей та мавзолей, а Католицька церква в Танзанії хотіла навіть канонізувати.
Політичну та державотворчу діяльність Ньєрере оцінювали дуже неоднозначно. Пауль Б'єрк зазначав, що хоча Ньєрєре і був «прихильником демократії», його прагнення до демократії, адаптованої до східноафриканського суспільства, призвело до того, що він створив «однопартійну державу, яка регулярно порушує демократичні цінності». Б'єрк називав Ньєрере диктатором, хоч і не заперечував, що той не вдавався до насильства. Схожої позиції притримувався політик Ісмаїл Юсса, котрий казав, що пригнічуючи інакомислення Ньєрере не відрізнявся нічим від інших диктаторів, хоч і не вбивав людей. В той час громадяни Танзанії після його смерті висловлювали думки, що Ньєрере «дав гідність пригнобленим та зневаженим».
Потягом життя Ньєрере багато уваги приділяв збереженню дикої природи Танзанії, як одного з національних надбань. За його президентства збереження природних ресурсів було одним з основних пріоритетів уряду, що мало позитивні наслідки. На час здобуття незалежності в країні був тільки один природний національний парк, сьогодні їх кількість зросла до 12, що покриває близько 4,5 % території.
На його честь названі Міжнародний аеропорт в Танзанії та стипендіальна програма в Університеті Единбурга.

### Фонд Мваліму Ньєрере
Фонд був заснований у 1996 році самим Ньєрере для сприяння миру, єдності та розвитку. Фонд націлений на моніторинг діяльності державних та приватних установ і співпраці з ними для розвитку та підтримки ідеалів цілісності, рівності й верховенства права в Східній Африці та за її межами.